# 资本形成机制
资本形成机制，是库兹涅茨提出的储蓄转变为投资的机制：储蓄本身并不能确保转变为资本；只有当储蓄有效转变为投资时，才能给经济增长提供资本支持。例如：在索罗增长模型中，假设储蓄全部转化为投资，即储蓄-投资转化率假设为1。

## 储蓄和投资形成的内在因素
1. 进行储蓄和投资的经济主体不同
2. 经济主体的消费倾向和对未来收入的预期等决定了储蓄
3. 资本的边际产出或回报率和资本价值的预期变动等决定了投资

## 资本形成机制的影响因素
1. 可供利用的储蓄资源
2. 投资需求
3. 储蓄转化为投资的形式和渠道